# 奧賓湖
48°0′11″N 12°24′56″E / 48.00306°N 12.41556°E

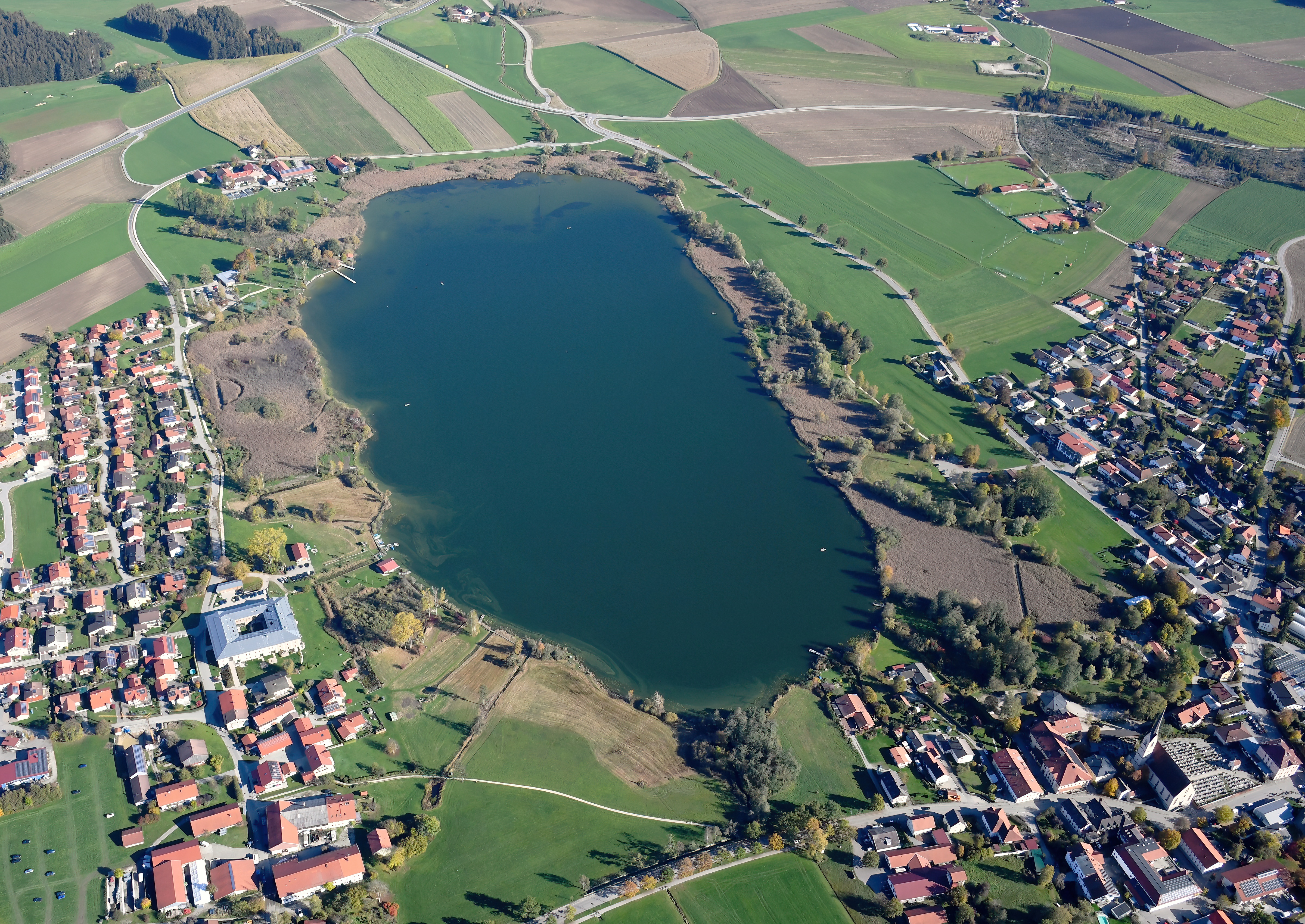

奧賓湖（德語：Obinger See），是德國的湖泊，位於該國東南部，由巴伐利亞州負責管轄，處於特勞恩施泰因縣，長0.9公里、寬0.4公里，面積0.31平方公里，海拔高度556米，平均水深7米，最大水深15米，水體容量218萬立方米，湖岸線長度2.3公里。